# Taeniophyllum norfolkianum
Taeniophyllum norfolkianum är en orkidéart som beskrevs av D.L.Jones, B.Gray och Mark Alwin Clements. Taeniophyllum norfolkianum ingår i släktet Taeniophyllum och familjen orkidéer.
Artens utbredningsområde är Norfolkön. Inga underarter finns listade i Catalogue of Life.